# Rick Mrozik
Richard Donald Mrozik (Duluth, Minnesota, 1975. január 2. –) amerikai profi jégkorongozó, védő.

## Pályafutása
Komolyabb junior karrierjét Minnesotában, a középiskolai ligában kezdte 1992-ben. Ezután felvételt nyert az University of Minnesota-Duluth-ra, hol négy évet játszott. Mielőtt az egyetemre ment volna, a Dallas Stars draftolta őt az 1993-as NHL-drafton a 6. kör 136. helyén. Utolsó egyetemi éve alatt nagyszerűen játszott és a második All-Star csapatba is beválasztották. 1995. január 18-án a Dallas Stars elcserélte a Washington Capitalshoz Mark Tinordival együtt Kevin Hatcherért. Egyik csapatban sem játszott. Felnőtt profi pályafutását az American Hockey League-es Portland Pirates kezdte 1997-ben. Ebben a csapatban kettő évet töltött, majd lekerült az ECHL-es Pee Dee Pride-ba. Ez az 1999–2000-es szezonban volt, az ECHL-ben 60 mérkőzésen lépett jégre és még kettő AHL-es csapatban is megfordult összesen négy mérkőzés erejéig (Worcester IceCats, Syracuse Crunch). 2001. augusztus 6-án a Calgary Flames leigazolta, mint szabadügynök. 2001–2003 között az AHL-es Saint John Flames csapatában játszott, mely a Calgary Flames farmcsapata. 2001-ben megnyerték a Calder-kupát. 2003-ban két meccsen bemutatkozott az National Hockey League-ben. 2003. augusztus 21-én a Buffalo Sabres szerezte meg a játékjogát, de a csapatban nem játszott, csak a farmcsapatban, az AHL-es Rochester Americansban 72 mérkőzésen. Ezután a Sabres megvált tőle és 2004. augusztus 24-én az Edmonton Oilers adott neki szerződést, de ekkor sem játszhatott az NHL-ben, csak az AHL-es Edmonton Roadrunners-ben. 2005-ben visszavonult.

## Díjai
- WCHA Második All-Star csapat: 1997
- Calder-kupa: 2001